# Krasienin (gromada)
Krasienin – dawna gromada, czyli najmniejsza jednostka podziału terytorialnego Polskiej Rzeczypospolitej Ludowej w latach 1954–1972.
Gromady, z gromadzkimi radami narodowymi (GRN) jako organami władzy najniższego stopnia na wsi, funkcjonowały od reformy reorganizującej administrację wiejską przeprowadzonej jesienią 1954 do momentu ich zniesienia z dniem 1 stycznia 1973, tym samym wypierając organizację gminną w latach 1954–1972.
Gromadę Krasienin z siedzibą GRN w Krasieninie utworzono – jako jedną z 8759 gromad na obszarze Polski – w powiecie lubartowskim w woj. lubelskim na mocy uchwały nr 11 WRN w Lublinie z dnia 5 października 1954. W skład jednostki weszły obszary dotychczasowych gromad Krasienin wieś, Krasienin kol., Kawka, Majdan Krasieniński, Osówka, Stoczek wieś i Wola Krasienińska ze zniesionej gminy Krasienin w tymże powiecie. Dla gromady ustalono 21 członków gromadzkiej rady narodowej.
1 stycznia 1956 gromadę włączono do powiatu lubelskiego w tymże województwie.
31 grudnia 1959 do gromady Krasienin włączono kolonię Stoczek ze znoszonej gromady Nasutów oraz wieś Pryszczowa Góra i kolonię Maziarka ze znoszonej gromady Starościn – obu w powiecie lubartowskim w tymże województwie.
1 stycznia 1960 do gromady Krasienin włączono wieś i kol. Jakubowice, wieś Smugi oraz kolonie Helenów i Majdan Snopkowski ze zniesionej gromady Jakubowice w tymże powiecie.
1 stycznia 1962 z gromady Krasienin wyłączono wieś i kolonię Jakubowice, włączając je do gromady Ciecierzyn w tymże powiecie.
1 stycznia 1963 do gromady Krasienin włączono z powrotem wieś i kolonię Jakubowice z gromady Ciecierzyn w tymże powiecie.
Gromada przetrwała do końca 1972 roku, czyli do kolejnej reformy gminnej.